# Jusuf as-Siddik
Jusuf as-Siddik (arab. يوسف الصدق) – miasto w Egipcie, w muhafazie Fajum. W 2006 roku liczyło 15 660 mieszkańców.